# Massiccio del Grappa
Il Massiccio del Grappa è un gruppo montuoso delle Prealpi Venete, posto in Veneto tra le provincie di Vicenza, Belluno e Treviso, la cui cima principale è il Monte Grappa.

## Geografia

### Massiccio del Grappa
Il Massiccio del Grappa si colloca sulla catena delle Prealpi Venete tra la pianura veneta a sud ed i territori centro-alpini a nord. Il fiume Brenta lo divide ad ovest dall'altopiano di Asiago, mentre ad est è il fiume Piave a tracciarne il confine e a separarlo dal gruppo Cesen-Visentin. A nord troviamo il Lago del Corlo e la Conca di Feltre. 
Il Massiccio, un tempo noto come Alpe Madre, è suddiviso fra tre province: Vicenza ad ovest, Treviso a sud e Belluno a nord-est. La sua vetta, in località Cima Grappa, misura 1775 m s.l.m. ma il suo territorio è caratterizzato dalla presenza di molte altre cime, tra le principali:
- Monti Solaroli (1670 m)
- Monte Fontana Secca (1609 m)
- Monte Meatte (1598 m)
- Monte Tomatico (1595 m)
- Monte Valderoa (1575 m)
- Monte Pertica (1549 m)
- Monte Santo (1538 m)
- Monte Asolone (1520 m)
- Monte Prassolan (1482 m)
- Col della Beretta (1448 m)
- Monte Peurna (1383 m)
- Monte Palon (1305 m)
- Col Caprile (1293 m)
- Col del Cuc (1285 m)
- Col Moschin (1279 m)
- Monte Tomba (868 m)

#### Il versante meridionale
Il versante meridionale del Massiccio del Grappa si estende dal fiume Brenta ad ovest al fiume Piave ad est e comprende piccoli centri distribuiti sul pedemonte ed un territorio che scende, smorzato da colline, verso la pianura veneta.
Ritroviamo in questa cintura i comuni di Pieve del Grappa, Borso del Grappa, Pederobba, Possagno, Cavaso del Tomba, Romano d'Ezzelino e Pove del Grappa. Importanti centri limitrofi, soprattutto per l'interesse turistico, sono Bassano del Grappa, Castelfranco Veneto, Valdobbiadene, Marostica, Asolo e Maser.

### Geologia
La sua origine è da attribuire all'orogenesi alpina, lo scontro - tuttora in atto - fra la zolla del continente africano e quella europea. Le rocce che compongono il Massiccio sono infatti di origine marina. Questi sedimenti hanno subito nei tempi geologici, attraverso la diagenesi, una notevole cementificazione e successivamente vennero sollevati a causa di queste spinte che determinarono l'innalzamento della catena alpina. Sul massiccio sono presenti calcari oolitici di età giurassica, calcari nodulari e selciferi e nelle parti più alte calcari età giurassico-cretacica (“Biancone”).
I principali tipi di rocce che ritroviamo oggi nel Grappa sono:
- i Calcari Grigi, la formazione più antica che costituisce la maggior parte del Massiccio ed affiora nei versanti dirupati e nelle incisioni vallive profonde. La costituzione calcarea ha generato un fenomeno carsico così diffuso, tale da portare alla scoperta in anni recenti di numerose grotte ricche di stalattiti, pozzi molto profondi e gallerie di notevole pregio;
- il Rosso Ammonitico, di natura calcarea, dà vita alle splendide "città di pietra" che si osservano ad esempio in Val Poise e Meda;
- il Biancone, sempre di natura calcarea, che ritroviamo a Cima Grappa e in tutte le cime arrotondate del Massiccio e al tempo stesso a monte degli abitati di Semonzo e Borso;
- la Scaglia rossa, un calcare argilloso.[3]

Inoltre il Massiccio del Monte Grappa è stato interessato, durante il corso dei secoli, da diversi agenti esogeni che hanno contribuito alla modifica della sua struttura morfologica:
- i ghiacciai, responsabili sia delle profonde incisioni vallive della Valle del Brenta e della Valle del Piave, sia, assieme all'azione delle acque selvagge, del modellamento delle valli secondarie. Sono inoltre responsabili dei circhi glaciali presenti presso Cima Grappa;
- i torrenti, data la natura carsica del Grappa, sono presenti solo in occasione di persistenti e abbondanti precipitazioni. Viste le forti pendenze degli alvei, la loro azione erosiva è stata ed è certamente efficace e tale da giustificare le selvagge asperità dei versanti vallivi. Laddove il bacino idrografico è ampio, questi temporanei corsi d'acqua hanno dato luogo a conoidi di deiezione, alcuni molto caratteristici, come quello della Val Cornosega tra Semonzo e Borso;
- il fenomeno carsico, come detto in precedenza, è molto sviluppato nel Massiccio. Lo dimostrano la presenza di grotte e pozzi, la diffusione di doline e inghiottitoi, l'assenza di corsi d'acqua e sorgenti in quota, il ritrovamento di "città di pietra" e l'osservazione di buche, fori o impronte di campi carreggiati sui massi affioranti.[4]

### Flora

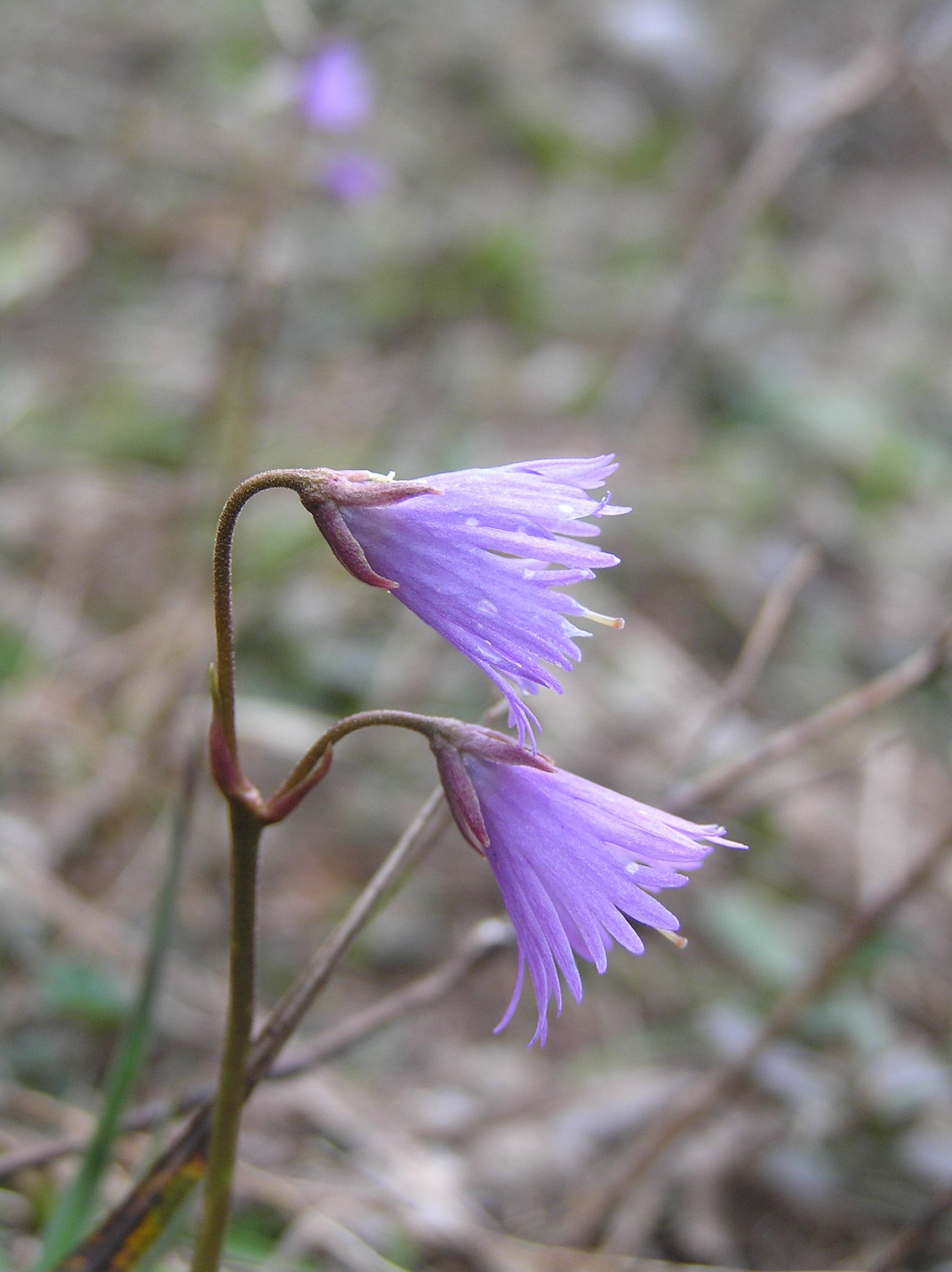
Soldanella montana

La posizione geografica del monte Grappa e di tutto il versante meridionale del massiccio, a ridosso della pianura veneta fa di esso un'area particolarmente ricca, sia dal punto di vista floristico, sia da quello vegetazionale. Infatti, le condizioni climatiche derivanti dalla sua ubicazione hanno favorito l'integrazione della vegetazione di macchia arbustiva, tipica delle zone mediterranee, con le formazioni boreali montane che occupano spazi relativamente ristretti nei quali troviamo boschi a prevalenza di conifere e arbusteti subalpini, propri delle zone lungamente innevate. Alberi e arbusti tipici sono l'abete bianco, l'abete rosso, il faggio; i fiori tipici sono invece la soldanella, il botton d'oro, la clematide e il fior di stecco.

### Fauna
Anche dal punto di vista faunistico in Grappa si riscontra una certa ricchezza. Tra le specie animali presente troviamo il capriolo, il camoscio, il muflone ed il cervo; si possono osservare rapaci quali la poiana, il falco pellegrino, l'aquila reale ed il gufo reale; infine, tra gli altri, lo scoiattolo, la volpe, il tasso, il ramarro e molteplici specie di libellule. Inoltre, dopo 200 anni di assenza, è ritornata la presenza del lupo ed è presente anche il gatto selvatico, e l'istrice.

### Clima
Il monte Grappa si erge a ridosso della pianura veneta. Dai dati delle stazioni si evince che il clima del Grappa presenta spesso condizioni meteorologiche estremamente variabili, in quanto fortemente influenzato dalla provenienza dei venti. Il clima è in estate piuttosto secco e ventilato, mentre nelle rimanenti stagioni le precipitazioni sono abbondanti con picchi nel periodo autunnale e primaverile e con frequente presenza di nebbia. La media neve si aggira tra 60 e 70 centimetri annui. 
I valori estremi di temperatura (dal 2011) sono stati misurati il 22 agosto 2011 e il 27 febbraio 2018 con rispettivamente 26,9 °C e −18,1 °C.

## Storia
(Ernest Hemingway)
Teatro di scontri decisivi nel corso della prima guerra mondiale e alcuni avvenimenti della seconda guerra mondiale, è conosciuto a molti per il sacrario militare del monte Grappa che contiene resti di militari italiani e austroungarici assieme ad un museo della Grande Guerra. Famoso è anche il Sacello della Madonna Ausiliatrice inaugurato il 4 agosto 1901 dal cardinale Giuseppe Sarto (poi papa Pio X). La statua fu mutilata durante il primo conflitto mondiale, ma venne poi ricollocata nel 1921. Alla Madonnina del Grappa è dedicata l'Opera assistenziale fondata, subito dopo la Guerra, da don Giulio Facibeni, appunto col nome Opera della Divina Provvidenza Madonnina del Grappa.

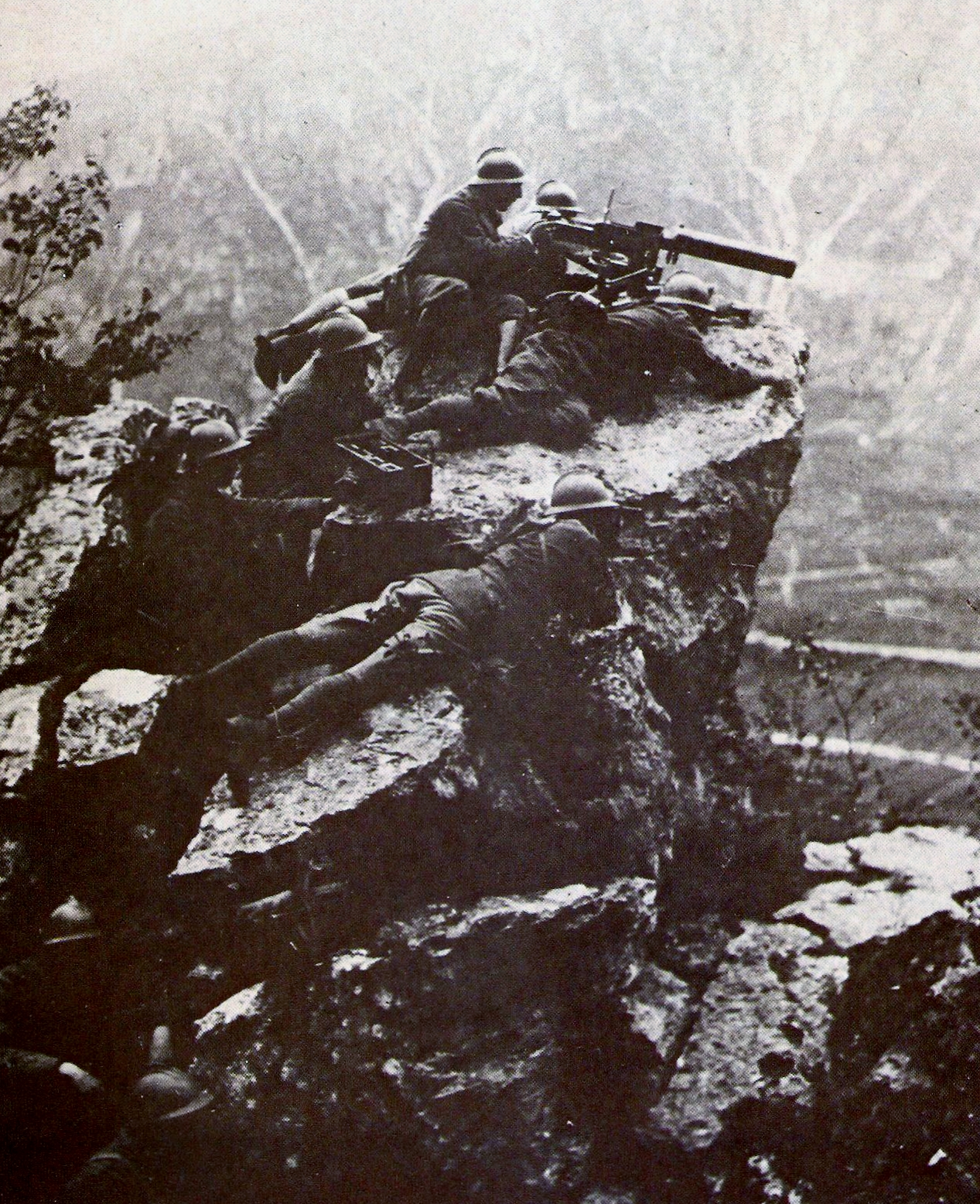
Mitraglieri italiani in azione sul Grappa durante la prima guerra mondiale

Nella prima guerra mondiale, dopo la sconfitta italiana di Caporetto, la cima diventò il perno della difesa italiana, tanto che gli austroungarici tentarono inutilmente e più volte di conquistarlo, anche con l'ausilio di truppe tedesche (tra cui la presenza di Erwin Rommel) per poi avere accesso alla pianura veneta. A difesa del Monte Grappa vennero chiamati i resti della IV armata che aveva combattuto sulle Tofane e sul Col di Lana.

### Organizzazioni coinvolte

#### Prima guerra mondiale
Reparti delle forze dell'Intesa
- Fanteria - 239º e 240º reggimento, brigata Pesaro
Esercito italiano
- Fanteria - 251º e 252º reggimento, brigata Massa Carrara
Esercito italiano
- Fanteria - 33º e 34º reggimento, brigata Livorno
Esercito italiano
- Fanteria - 41º e 42º reggimento, brigata Modena
Esercito italiano
- Fanteria - 93º e 94º reggimento, brigata Messina
Esercito italiano
- Truppe francesi sul fronte italiano
Esercito francese
- B.E.F.
 Esercito britannico

A metà del 1918 venne chiamato a comandare la difesa del monte Grappa il Generale Gaetano Giardino, oggi sepolto sul Sacrario Militare in cima Grappa. 
Reparti austrotedeschi
Costruendo caverne nella roccia e postazioni fisse di artiglieria, dalla cima gli italiani dominavano e tenevano sotto controllo il fronte sino al Montello, lungo una linea che partiva dal monte Valderoa e andava fino a colle Caprile. Battaglie sanguinose si svolsero sui dossi e contrafforti che caratterizzano il massiccio, come il Monte Pertica, il Col della Beretta, il Monte Tomba. L'opera bellica più rilevante è la Galleria Vittorio Emanuele (visitabile), attrezzata con cisterne d'acqua, infermerie, alloggiamenti, che attraversa il sottosuolo di Cima Grappa affacciandosi sulle linee con innumerevoli cannoniere e osservatòri di tiro.

#### Seconda guerra mondiale
Nel corso della Seconda Guerra mondiale il Grappa fu rifugio delle formazioni partigiane. Proprio sul Grappa venne effettuata una sanguinosa retata dai nazisti e dai fascisti fedeli alla Repubblica di Salò. I combattenti che non vennero uccisi sul posto, vennero impiccati pubblicamente nella vicina Bassano del Grappa. I nazifascisti impiegarono nell'operazione da 15000 a 20000 uomini, per scovare e affrontare i 1.500 partigiani celati nei borghi e nelle pendici della montagna.

#### NATO
Nel secondo dopoguerra, a seguito della guerra fredda, venne costruita sul monte Grappa l'area controllo del 64º gruppo IT (intercettatori teleguidati) addetto alla gestione delle rampe di lancio per missili Nike Hercules (ubicate in località "Forcelletto") per la difesa antiaerea, la base venne smantellata alla fine degli anni settanta e passò in gestione all'ENAV negli anni ottanta; è tuttora in stato di abbandono ma ne è stata annunciata la demolizione.

## Monumenti e luoghi di interesse

### Sacrario Militare del Grappa
Sulla cima più elevata sorge un sacrario militare, progettato dall'architetto Giovanni Greppi con la collaborazione dello scultore Giannino Castiglioni e inaugurato il 22 settembre 1935.

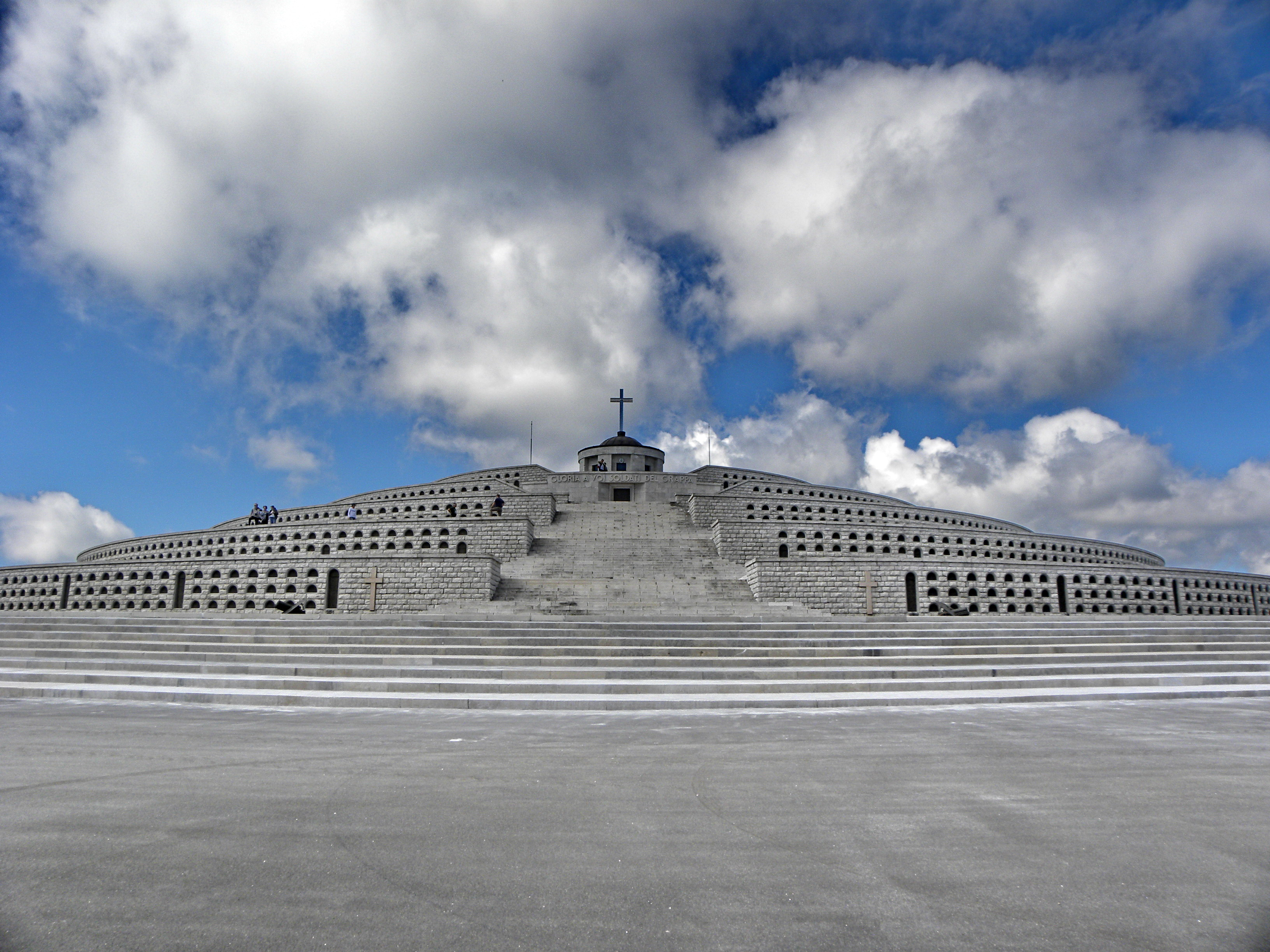
Ossario di Cima Grappa

Nel corpo centrale del monumento sono custoditi i resti di 12.615 caduti, di cui 10.332 sono ignoti. Il monumento è composto da cinque gironi concentrici posizionati uno sopra all'altro in modo da formare una piramide. Nella sommità sorge il sacello della "Madonnina del Grappa".

## Sport praticabili

### Attività a piedi
La forte presenza di sentieri e tracciati, soprattutto ex mulattiere, permette che si possano praticare il nordic-walking ed il trekking in estate, come le passeggiate con racchette da neve (ciaspe) e lo sci di fondo in inverno. In particolare riguardo l'escursionismo ed il trekking è bene ricordare che il CAI di Bassano ha tracciato negli anni moltissimi sentieri che attraversano anche il territorio di Borso conducendo in vetta.

### In bicicletta
Il Monte Grappa è considerato una delle salite più belle d'Italia; la sua lunghezza ed il dislivello ne fanno una salita impegnativa, da qualsiasi versante si affronti.
Quello "classico" corrisponde alla "strada Cadorna", fatta costruire in epoca bellica dall'omonimo generale per raggiungere la sommità del massiccio. L'ascesa parte dal centro di Romano d'Ezzelino e raggiunge la vetta in quasi 27 chilometri. Le parti più dure sono quella iniziale (circa 8 km con una pendenza costantemente attorno al 10%) e la finale, mentre il tratto intermedio presenta anche 3 chilometri di falsopiano. Esistono inoltre alcune manifestazioni dedicate a questa disciplina: tra le principali troviamo la Grappissima e la Monte Grappa Challenge.
Le ripide pendici del Grappa inoltre sono un paradiso per chi pratica il downhill.
Il monte Grappa è stato negli anni settanta e ottanta più volte inserito nel percorso del Giro d'Italia, con alcuni arrivi di tappa. Nel 2010 il Giro è passato nuovamente per il Grappa, senza raggiungere la cima, nella 14ª tappa da Ferrara ad Asolo e la salita è stata affrontata lungo la "General Giardino". Il Giro d'Italia 2014 ha affrontato la salita fino a Cima Grappa con una Cronoscalata partita da Bassano del Grappa. Tutti gli anni, nel mese di luglio si disputa la classica corsa per dilettanti Bassano-Monte Grappa. Tra i vincitori, Gino Bartali (1934), Gilberto Simoni e Damiano Cunego (2000).
| Anno | Tappa | Partenza           | Km   | Vincitore di tappa | Maglia Rosa      |
| ---- | ----- | ------------------ | ---- | ------------------ | ---------------- |
| 1968 | 10ª   | Trento             | 136  | Emilio Casalini    | Michele Dancelli |
| 2014 | 19ª   | Bassano del Grappa | 26,8 | Nairo Quintana     | Nairo Quintana   |

### Arrampicata
In valle Santa Felicita (nei pressi di Romano d'Ezzelino) è presente una vasta palestra di roccia su cui si trovano numerose pareti attrezzate per praticare l'arrampicata sportiva. "È una delle palestre storiche e più conosciute nel Veneto fin dal dopoguerra. Sulle pareti orientali è stata installata una breve ma impegnativa via ferrata con dislivello di 40 metri che si sviluppa prevalentemente su traversi e può essere percorsa in circa 30 minuti. Inoltre vi sono attrezzature fisse per le prove di caduta. Vi sono 'vie' di tutte le difficoltà, sul classico, particolarmente adatte ai principianti".
Nel versante meridionale del massiccio si trovano due storiche vie ferrate: la Ferrata Sass Brusai e la Ferrata Guzzella, entrambe classificate moderatamente difficili. La Ferrata Sass Brusai risale le pendici sudoccidentali del Monte Boccaor coprendo un dislivello di circa 450 metri per una durata della salita di circa 2 ore.

### Volo libero
Lo sport del volo libero ha trovato nel comune di Borso del Grappa le condizioni ideali per essere praticato. Questo fenomeno, ormai quasi di massa, riunisce persone di tutti i ceti, uomini e donne dai 16 ai 70 anni, ed è oggi frequente scorgere veri stormi di parapendii e deltaplani che veleggiano sopra il massiccio.
Le ragioni del successo di questa disciplina in questa zona sono essenzialmente tre:
1. le particolari condizioni meteorologiche che consentono lo sviluppo di correnti ascensionali praticamente nell'arco di tutto l'anno, permettendo voli della durata anche di alcune ore;
2. la facilità con la quali si possono raggiungere i diversi punti di decollo, situati sul versante meridionale del massiccio;
3. la presenza di aree di atterraggio tenute di grande validità sotto il profilo della sicurezza.

Nel 1979 un gruppo di appassionati di questo sport ha fondato l'associazione sportiva Aero Club Montegrappa, la quale conta oggi, fra uomini e donne provenienti da tutte le province del Veneto, numerosi iscritti.
L'associazione organizza ogni anno una fra le più importanti manifestazioni a livello mondiale, denominata "Trofeo Montegrappa", unica manifestazione al mondo che raggruppa in due gare concomitanti piloti di parapendio e deltaplano. Grazie alla numerosa presenza di campioni provenienti da ogni nazione, ha fatto conoscere agli appassionati di questo sport di tutti i continenti il territorio del Massiccio con le sue condizioni ideali per il volo libero.